# Polder het Nieuwland
Polder het Nieuwland of Nieuwlandsche Polder was een polder en waterschap in de gemeente 's-Gravenzande in de Nederlandse provincie Zuid-Holland. 

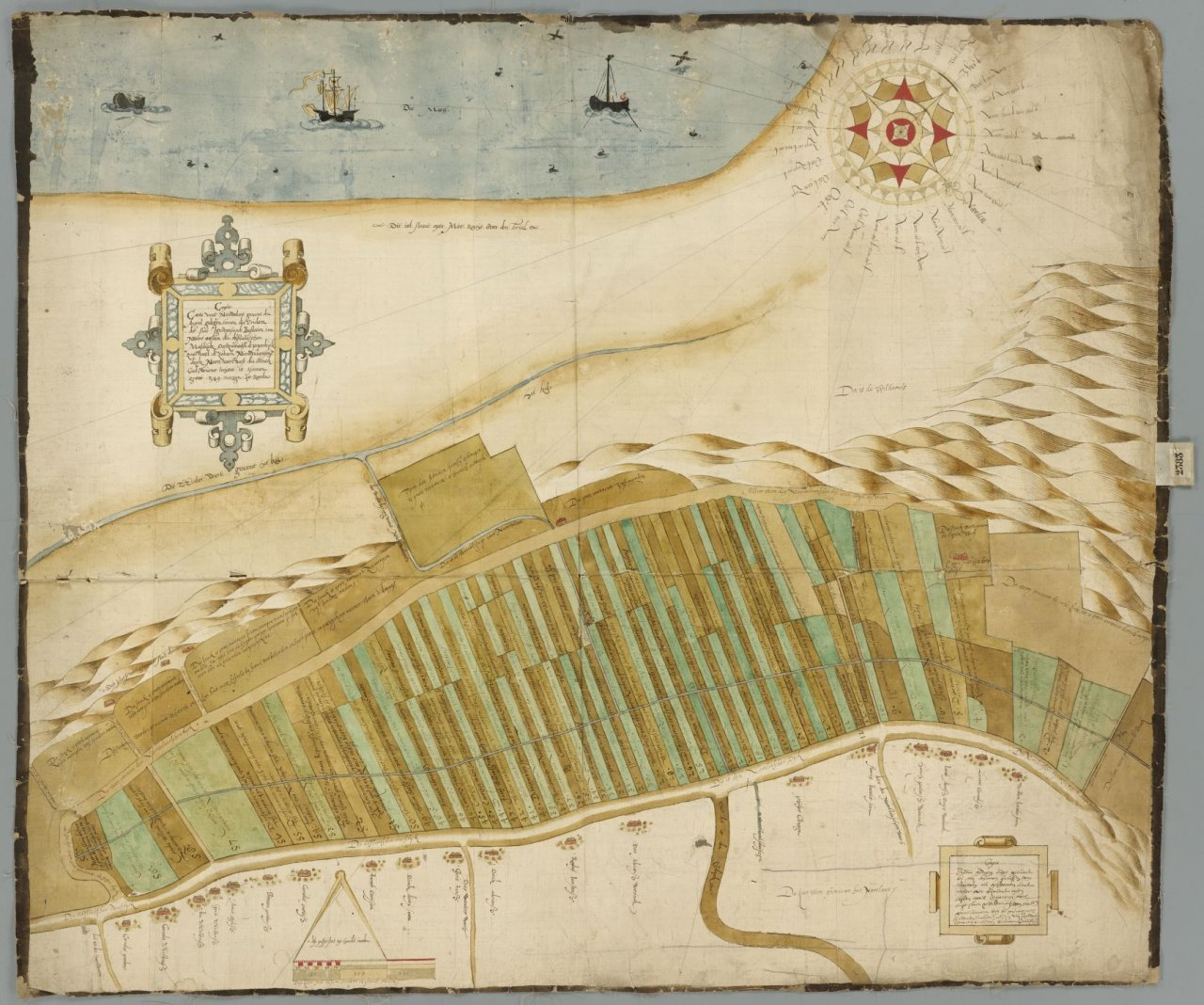
Kaart van de Polder het Nieuwland door Symon van Merwen, ca. 1600.

Rond 1900 werd het nog steeds omsloten aan de noordzijde door een deel van de Maasdijk, aan de westzijde door de Nieuwlandscheweg (thans de Dirk van den Burgweg), aan de oostzijde door de Papedijk en ten zuiden door de - voor deze polder aangelegde - Nieuwlandsche Dijk (thans in drie delen: aansluitend op de Schelpweg, de Nieuwlandsedijk, dan de Nieuwlandseduinweg en dan -weer- de Nieuwlandsedijk die aansluit op de Haakweg). De tochtsloot, welke van oost naar west in de polder lag, is nog steeds - deels - herkenbaar in de huidige ligging. De Nieuwelaan dateert eveneens van rond 1900. Op bijgaande kaart  is de rechterzijde het noorden.
Het waterschap was verantwoordelijk voor de drooglegging en de waterhuishouding in de polder. De polder wordt bemalen door de Nieuwlandse Molen.